# Ru Zhijuan
Ru Zhijuan (en xinès tradicional: 茹志鵑; en xinès simplificat: 茹志鹃; en pinyin: Rú Zhì juān) (Xangai 1925 - 1998) escriptora xinesa, una de les més importants de la seva generació.

## Biografia
Ru Zhijuan va néixer el 13 de setembre de 1925 a Xangai. Tenia tres anys quan va morir la seva mare. El seu pare va deixar la família i va ser criada per la seva àvia paterna que treballava en una fàbrica. Va començar a assistir a l'escola primària quan tenia onze anys, però la seva àvia va morir poc després, el 1938 va ser enviada a un orfenat i va assistir a diversos internats durant breus períodes, però es va veure obligada a deixar els estudis al cap de quatre anys. El 1943 va treballar com a professora en una escola de primaria. i aquest mateix any durant durant la Segona Guerra sinojaponesa, ella i el seu germà van marxar a Jiangsu per incorporar-se a la Divisió de Propaganda del " Nou Quart Exèrcit " una de les forces militars dirigida per Partit Comunista Xinès dins l'Exèrcit Nacional Revolucionari.
El 1944 es va casar amb el dramaturg i cineasta Wang Xiaoping, el 1954 van tenir una filla, Wang Anyi, que va ser una escriptora famosa i va rebre el Premi Mao Dun de Literatura de l'any 2000.
El 1947 va ingressar al Partit Comunista Xinès.
El 1957, el seu marit va ser enviat a un camp de treball i la parella va ser titllada de "dretana".
Va morir a Xangai el 7 d'octubre de 1998.

### Carrera literària
El novembre de 1943, als 18 anys, va publicar el seu primer conte “生活 shenghuo” (La Vida) en la revista “Shenbao”.
El 1949 es va traslladar al servei cultural de l'exèrcit amb seu a Nanjing. El 1952, després d'una primera obra escrita el 1948, “La locomotora 800 s'ha anat” (八 ００ 机车 出动 了), escriu una segona, “El combatent amb les mans nues” (不 拿枪 的 战士) que obté el premi a la creació artística de la regió militar.
El 1951 va escriure una obra en tres actes “bunaqiang de zhanshi - 不那强 战士" que va iniciar la seva popularitat confirmada el 1958 amb la novela “Baihe hua”.
Durant un temps va escriure en la modalitat “huaju” 话剧" forma de drama xinès amb un diàleg parlat realista en lloc del diàleg poètic cantat de les formes dramàtiques tradicionals xineses.
Del 1955 al 1960, va treballar com a editora del Monthly for Literature and Art i va continuar publicant diversos contes.
L'aportació literària de Ru Zhijuan va entrar en un parèntesi durant la Revolució Cultural: la seva obra va ser criticada per manca d'orientació política i es va dir que no participava en la lluita de classes. No obstant això, a l'era post-Mao, després de la caiguda de la "Banda dels Quatre", va reprendre la seva carrera i va començar a treballar com a membre del consell editorial de Shanghai Literature i va treballar com a secretari de la Shanghai Writer’s Association.

### Obres destacades
- 1958: 百合花 (Els lliris)
- 1961: 阿舒 (Just a Happy-Go-Lucky Girl) i 三走严庄,(A Third Visit to Yanzhuang)
- 1961: 春催桃李 Chun cui tao li, guió co-escrit amb Ai Mingzhi de la pel·lícula Spring Hastens the Blossoms Blooming, dirigida per Yang Lin i protagonitzada per Li Sha, Jinglu Sun i Xia Hong.[7]
- 1977: 出山 (Fora de la muntanya)
- 1979: 剪辑 错 了 的 故事 (A Badly Staged Story) i 草原 上 的 小路 (The Path in the Prairie)